# Cesonia cerralvo
Cesonia cerralvo Platnick & Shadab, 1980 è un ragno appartenente alla famiglia Gnaphosidae.

## Etimologia
Il nome proprio ricorda l'isola messicana di Cerralvo.

## Caratteristiche
L'olotipo femminile più grande rinvenuto ha lunghezza totale è di 9,13mm; la lunghezza del cefalotorace è di 3,30mm e la larghezza è di 2,41mm.

## Distribuzione
La specie è stata reperita nel Messico occidentale: sull'isola Cerralvo, appartenente alla stato della Bassa California del Sud.

## Tassonomia
Al 2015 non sono note sottospecie e dal 1980 non sono stati esaminati nuovi esemplari.